# Communauté de communes du Centre-Mauges
Die Communauté de communes du Centre-Mauges ist ein ehemaliger französischer Gemeindeverband mit der Rechtsform einer Communauté de communes im Département Maine-et-Loire in der Region Pays de la Loire. Sie wurde am 29. Dezember 1993 gegründet und umfasste elf Gemeinden. Der Verwaltungssitz befand sich im Ort Beaupréau.
Mit Wirkung vom 1. Januar 2016 wurde der Gemeindeverband aufgelöst und in eine Commune nouvelle unter dem Namen Beaupréau-en-Mauges transformiert.

## Mitgliedsgemeinden
1. Andrezé
2. Beaupréau
3. Bégrolles-en-Mauges
4. La Chapelle-du-Genêt
5. Gesté
6. Jallais
7. La Jubaudière
8. Le Pin-en-Mauges
9. La Poitevinière
10. Saint-Philbert-en-Mauges
11. Villedieu-la-Blouère